# Yaodianzi
Yaodianzi (kinesiska: 姚店子镇, 姚店子) är en köping i Kina. Den ligger i provinsen Shandong, i den östra delen av landet, omkring 170 kilometer sydost om provinshuvudstaden Jinan. Antalet invånare är 37341. Befolkningen består av 18 633 kvinnor och 18 708 män. Barn under 15 år utgör 15,0 %, vuxna 15-64 år 71 %, och äldre över 65 år 12,0 %.
Genomsnittlig årsnederbörd är 962 millimeter. Den regnigaste månaden är juli, med i genomsnitt 322 mm nederbörd, och den torraste är januari, med 6 mm nederbörd.